# Thomas Vincent (réalisateur)
Pour les articles homonymes, voir Thomas Vincent et Vincent.
Thomas Vincent, né en 1964 à Juvisy-sur-Orge, est un réalisateur français notamment connu pour sa participation aux séries télévisées Versailles (2015-2017) et Bodyguard (2018).

## Biographie
Thomas Vincent est le fils de la comédienne Hélène Vincent et du metteur en scène de théâtre Jean-Pierre Vincent. Il commence sa carrière en exerçant différents métiers du cinéma. Directeur de casting, comédien ou encore photographe de plateau, il est assistant réalisateur sur Valmont de Milos Forman en 1989. Trois ans plus tard, il tourne son premier court-métrage, Lady bag, suivi des Mickeys en 1994.

## Filmographie

### Réalisateur
- 1992 : Lady Bag (court métrage)
- 1994 : Les Mickeys (court métrage)
- 1997 : Demi père (TV)
- 1998 : Divorce sans merci (TV)
- 1999 : Karnaval
- 2004 : Je suis un assassin
- 2005 : S.A.C., des hommes dans l'ombre (TV)
- 2008 : Le Nouveau protocole
- 2011 : Mister Bob (TV)
- 2013 : Borgia (TV)
- 2013 : Tunnel (TV)
- 2015 : Versailles (TV)
- 2016 : La Nouvelle Vie de Paul Sneijder
- 2018 : Bodyguard (TV)
- 2020 : Possessions (série TV)
- 2022 : Reacher (série TV) - 1 épisode
- 2023 : Role Play

### Acteur
- 1973 : Rude journée pour la reine de René Allio : Le petit Flatters
- 1977 : Au plaisir de Dieu (série télévisée) Olivier jeune
- 1988 : L'Après-midi d'un golem de Dante Desarthe (court-métrage)
- 1991 : Cherokee de Pascal Ortega
- 1992 : Le Vol du frère de Guillaume Bréaud (court-métrage)
- 1996 : Je suis ton châtiment de Guillaume Bréaud (court-métrage)

### Assistant réalisateur
- 1989 : Valmont de Miloš Forman

## Théâtre
- 1975 : En r'venant de l'expo de Jean-Claude Grumberg, mis en scène par Jean-Pierre Vincent, Théâtre national de l'Odéon

## Distinctions
- 1995 : Clermont-Ferrand International Short Film Festival : Les Mickeys (court métrage)
- 1999 : Prix Alfred-Bauer : Karnaval
- 1999 : Haifa International Film Festival : Karnaval
- 2011 : Festival de la fiction TV de La Rochelle, Meilleure réalisation pour Mister Bob[2].